# Tisbe compacta
Tisbe compacta is een eenoogkreeftjessoort uit de familie van de Tisbidae. De wetenschappelijke naam van de soort werd in 1920 voor het eerst geldig gepubliceerd door Georg Ossian Sars.